# گیسدورف
گیسدورف (به آلمانی: Giesdorf) یک شهر در آلمان است که در بیتبورگ-پروم واقع شده‌است.